# Стів Гоуї
Стів Гоуї (англ. Steve Howey, нар. 26 жовтня 1971, Сандерленд) — англійський футболіст, захисник.
Насамперед відомий виступами за клуби «Ньюкасл Юнайтед» та «Манчестер Сіті», а також національну збірну Англії.

## Клубна кар'єра
У дорослому футболі дебютував 1989 року виступами за команду клубу «Ньюкасл Юнайтед», в якій провів одинадцять сезонів, взявши участь у 191 матчі чемпіонату.
Своєю грою за цю команду привернув увагу представників тренерського штабу клубу «Манчестер Сіті», до складу якого приєднався 2000 року. Відіграв за команду з Манчестера наступні три сезони своєї ігрової кар'єри. Більшість часу, проведеного у складі «Манчестер Сіті», був основним гравцем захисту команди.
Згодом з 2003 по 2004 рік грав у складі команд клубів «Лестер Сіті», «Болтон Вондерерз» та американського «Нью-Інгленд Революшн».
Завершив професійну ігрову кар'єру у нижчоліговому клубі «Гартлпул Юнайтед», за команду якого виступав протягом 2005—2005 років.

## Виступи за збірну
1995 року дебютував в офіційних матчах у складі національної збірної Англії. Протягом кар'єри у національній команді, яка тривала усього 2 роки, провів у формі головної команди країни 4 матчі.
У складі збірної був учасником чемпіонату Європи 1996 року в Англії, на якому команда здобула бронзові нагороди.